# Kabinet-Chamberlain II
Het kabinet-Chamberlain II was de uitvoerende macht van de Britse overheid van 3 september 1939 tot 10 mei 1940. Het kabinet werd gevormd door de Conservative Party, de National Liberal Party en National Labour na het uitbreken van de tweede wereldoorlog met Neville Chamberlain de nieuwe van de Conservative Party voor een tweede termijn als premier.  In het kabinet zaten meerdere prominenten zoals: Edward Wood, Winston Churchill, Kingsley Wood, Malcolm MacDonald, Anthony Eden en Ernle Chatfield.
Na de Britse oorlogsverklaring aan nazi-Duitsland op 3 september 1939 vormde premier Chamberlain zijn bestaande vierde nationale kabinet om in een Oorlogsregering ("War Government"), eveneens onder zijn leiding. Dezelfde partijen als in de voorgaande Nationale kabinetten onder Ramsay MacDonald en Neville Chamberlain hadden zitting in de regering: de Conservative Party, de National Labour Party en de Liberal National Party. De Labour Party en de Liberal Party hadden geen zitting in de Oorlogsregering.
De grootste verandering ten opzichte van het vorige kabinet was de terugkeer van Winston Churchill in het kabinet. Hij verving James Stanhope als First Lord of Admirality (minister voor de Marine). Churchill stond bekend als een groot criticus van appeasementpolitiek van de vorige kabinetten, en van Chamberlain in het bijzonder. Op 10 mei 1940, de dag van de Duitse inval in de Lage Landen en Frankrijk, trad het kabinet-Chamberlain af en werd opgevolgd door de Oorlogscoalitie onder leiding van Churchill.

## Samenstelling
| Ambtsbekleder                                                           | Ambtsbekleder         | Ambtsbekleder                                                    | Functie(s)                            | Ambtstermijn     | Ambtstermijn      | Partij                 |
| ----------------------------------------------------------------------- | --------------------- | ---------------------------------------------------------------- | ------------------------------------- | ---------------- | ----------------- | ---------------------- |
|                                                                         | Neville Chamberlain   | Neville Chamberlain (1869–1940)                                  | Premier                               | 28 mei 1937      | 10 mei 1940       | Conservative Party     |
| Leader of the House of Commons                                          | Neville Chamberlain   | Neville Chamberlain (1869–1940)                                  |                                       | 28 mei 1937      | 10 mei 1940       | Conservative Party     |
|                                                                         | John Simon            | Sir John Simon (1873–1954)                                       | Minister van Financiën                | 28 mei 1937      | 10 mei 1940       | National Liberal Party |
|                                                                         | Edward Wood           | Burggraaf Halifax Edward Wood (1881–1959)                        | Minister van Buitenlandse Zaken       | 20 februari 1938 | 22 december 1940  | Conservative Party     |
|                                                                         | John Anderson         | Sir John Anderson (1882–1958)                                    | Minister van Binnenlandse Zaken       | 3 september 1939 | 4 oktober 1940    | Onafhankelijk          |
|                                                                         | James Stanhope        | Graaf Stanhope James Stanhope (1880–1967)                        | Lord President of the Council         | 3 september 1939 | 10 mei 1940       | Conservative Party     |
| Leader of the House of Lords                                            | James Stanhope        | Graaf Stanhope James Stanhope (1880–1967)                        | 21 februari 1938                      |                  | 10 mei 1940       | Conservative Party     |
|                                                                         | Samuel Hoare          | Sir Samuel Hoare (1880–1959)                                     | Lord Privy Seal                       | 3 september 1939 | 10 mei 1940       | Conservative Party     |
| Minister voor de Luchtmacht                                             | Samuel Hoare          | Sir Samuel Hoare (1880–1959)                                     | 3 april 1940                          |                  | 10 mei 1940       | Conservative Party     |
|                                                                         | Thomas Inskip         | Burggraaf Caldecote Thomas Inskip (1876–1947)                    | Minister van Justitie                 | 3 september 1939 | 10 mei 1940       | Conservative Party     |
|                                                                         | Leslie Hore-Belisha   | Leslie Hore-Belisha (1893–1957)                                  | Minister voor Oorlog                  | 3 september 1939 | 5 januari 1940    | National Liberal Party |
|                                                                         | Oliver Stanley        | Oliver Stanley (1896–1950)                                       | Minister voor Oorlog                  | 5 januari 1940   | 10 mei 1940       | Conservative Party     |
|                                                                         | Winston Churchill     | Winston Churchill (1874–1965)                                    | First Lord of the Admiralty           | 3 september 1939 | 10 mei 1940       | Conservative Party     |
|                                                                         | Kingsley Wood         | Sir Kingsley Wood (1881–1943)                                    | Minister voor de Luchtmacht           | 3 september 1939 | 3 april 1940      | Conservative Party     |
|                                                                         | Leslie Burgin         | Leslie Burgin (1887–1945)                                        | Minister voor Bevoorrading            | 3 september 1939 | 10 mei 1940       | Conservative Party     |
|                                                                         | Oliver Stanley        | Oliver Stanley (1896–1950)                                       | President of the Board of Trade       | 28 mei 1937      | 5 januari 1940    | Conservative Party     |
|                                                                         | Andrew Duncan         | Sir Andrew Duncan (1884–1952)                                    | President of the Board of Trade       | 5 januari 1940   | 4 oktober 1940    | Onafhankelijk          |
|                                                                         | Walter Elliot         | Sir Walter Elliot (1888–1958)                                    | Minister van Volksgezondheid          | 16 mei 1938      | 10 mei 1940       | Unionist Party         |
|                                                                         | Ernest Brown          | Ernest Brown (1881–1962)                                         | Minister van Arbeid                   | 7 juni 1935      | 10 mei 1940       | National Liberal Party |
|                                                                         | Walter Womersley      | Sir Walter Womersley (1878–1961)                                 | Minister van Pensioenen               | 7 juni 1939      | 26 juli 1945      | Conservative Party     |
|                                                                         | Herbrand Sackville    | Graaf De La Warr Herbrand Sackville (1900–1976)                  | Minister van Onderwijs                | 27 oktober 1938  | 3 april 1940      | National Labour        |
|                                                                         | Herwald Ramsbotham    | Herwald Ramsbotham (1887–1971)                                   | Minister van Onderwijs                | 3 april 1940     | 20 juli 1941      | Conservative Party     |
|                                                                         | Euan Wallace          | Euan Wallace (1892–1941)                                         | Minister van Transport en Luchtvaart  | 21 april 1939    | 10 mei 1940       | Conservative Party     |
|                                                                         | John Gilmour          | Sir John Gilmour (1876–1940)                                     | Minister van Scheepvaart              | 3 september 1939 | 3 april 1940      | Unionist Party         |
|                                                                         | Robert Hudson         | Robert Hudson (1886–1957)                                        | Minister van Scheepvaart              | 3 april 1940     | 10 mei 1940       | Conservative Party     |
|                                                                         | Herwald Ramsbotham    | Herwald Ramsbotham (1887–1971)                                   | Minister van Openbare Werken          | 3 september 1939 | 3 april 1940      | Conservative Party     |
|                                                                         | Herbrand Sackville    | Graaf De La Warr Herbrand Sackville (1900–1976)                  | Minister van Openbare Werken          | 3 april 1940     | 10 mei 1940       | National Labour        |
|                                                                         | Reginald Dorman-Smith | Sir Reginald Dorman-Smith (1899–1970)                            | Minister van Landbouw en Visserij     | 3 september 1939 | 10 mei 1940       | Conservative Party     |
|                                                                         | William Morrison      | William Morrison (1893–1961)                                     | Minister van Voedel                   | 3 september 1939 | 3 april 1940      | Conservative Party     |
| Kanselier van het Hertogdom Lancaster                                   | William Morrison      | William Morrison (1893–1961)                                     |                                       | 3 september 1939 | 3 april 1940      | Conservative Party     |
|                                                                         | Frederick Marquis     | Baron Woolton Frederick Marquis (1883–1964)                      | Minister van Voedel                   | 3 april 1940     | 24 september 1943 | Conservative Party     |
|                                                                         | George Tryon          | Baron Tryon George Tryon (1871–1940)                             | Kanselier van het Hertogdom Lancaster | 3 april 1940     | 10 mei 1940       | Conservative Party     |
|                                                                         | Malcolm MacDonald     | Malcolm MacDonald (1901–1988)                                    | Minister voor Koloniale Zaken         | 16 mei 1938      | 10 mei 1940       | National Labour        |
|                                                                         | Anthony Eden          | Anthony Eden (1897–1977)                                         | Minister voor Dominion Zaken          | 3 september 1939 | 10 mei 1940       | Conservative Party     |
|                                                                         | Lawrence Dundas       | Markies van Zetland Lawrence Dundas (1876–1961)                  | Minister voor Brits-Indië en Birma    | 7 juni 1935      | 10 mei 1940       | Conservative Party     |
|                                                                         |                       | John Colville (1894–1954)                                        | Minister voor Schotland               | 6 mei 1938       | 10 mei 1940       | Unionist Party         |
|                                                                         | Maurice Hankey        | Baron Hankey Maurice Hankey (1977–1963)                          | Minister zonder portefeuille          | 3 september 1939 | 10 mei 1940       | Onafhankelijk          |
| Formeel geen leden van het kabinet, maar woonde kabinetsvergadering bij |                       |                                                                  |                                       |                  |                   |                        |
| Ambtsbekleder                                                           | Ambtsbekleder         | Ambtsbekleder                                                    | Functie                               | Ambtstermijn     | Ambtstermijn      | Partij                 |
|                                                                         | Ernle Chatfield       | Admiral of the Fleet Baron Chatfield Ernle Chatfield (1873–1967) | Minister voor Defensie Beleid         | 29 januari 1939  | 10 mei 1940       | Onafhankelijk          |
|                                                                         | Hugh Macmillan        | Baron Macmillan Hugh Macmillan (1873–1952)                       | Minister voor Informatie              | 3 september 1939 | 5 januari 1940    | Conservative Party     |
|                                                                         | John Reith            | Sir John Reith (1889–1971)                                       | Minister voor Informatie              | 5 januari 1940   | 10 mei 1940       | Onafhankelijk          |
|                                                                         | Edward Turnour        | Graaf Winterton Edward Turnour (1876–1961)                       | Thesaurier-generaal                   | 3 september 1939 | 11 november 1939  | Conservative Party     |
|                                                                         |                       |                                                                  | Thesaurier-generaal                   | Vacant           |                   |                        |

Russell I ·
Smith-Stanley I ·
Hamilton-Gordon ·
Temple I ·
Smith-Stanley II ·
Temple II ·
Russell II ·
Smith-Stanley III ·
Disraeli I ·
Gladstone I ·
Disraeli II ·
Gladstone II ·
Gascoyne-Cecil I ·
Gladstone III ·
Gascoyne-Cecil II ·
Gladstone IV ·
Primrose ·
Gascoyne-Cecil III ·
Gascoyne-Cecil IV ·
Balfour ·
Campbell-Bannerman ·
Asquith I ·
Asquith II ·
Asquith III ·
Asquith IV ·
Lloyd George I ·
Lloyd George II ·
Law ·
Baldwin I ·
MacDonald I ·
Baldwin II ·
MacDonald II ·
MacDonald III ·
MacDonald IV ·
Baldwin III ·
Chamberlain I ·
Chamberlain II ·
Churchill I ·
Churchill II ·
Attlee I ·
Attlee II ·
Churchill III ·
Eden ·
Macmillan I ·
Macmillan II ·
Douglas-Home ·
Wilson I ·
Wilson II ·
Heath ·
Wilson III ·
Callaghan ·
Thatcher I ·
Thatcher II ·
Thatcher III ·
Major I ·
Major II ·
Blair I ·
Blair II ·
Blair III ·
Brown ·
Cameron I ·
Cameron II ·
May I ·
May II ·
Johnson I ·
Johnson II ·
Truss ·
Sunak ·
Starmer